# John Woodnutt
 (septembre 2013).
Si vous disposez d'ouvrages ou d'articles de référence ou si vous connaissez des sites web de qualité traitant du thème abordé ici, merci de compléter l'article en donnant les références utiles à sa vérifiabilité et en les liant à la section « Notes et références ».
John Woodnutt (né le 3 mars 1924 à Londres et mort le 2 janvier 2006 à Northwood) est un acteur britannique.

## Télévision
- Jeeves and Wooster : Sir Watkyn Bassett  (1990 à 1993)
- Knightmare : Merlin et Mogdred (1987 à 1990)
- Doctor Who : « The Keeper of Traken » Seron (4 épisodes, 1973)
- Doctor Who : « Terror of the Zygons » Le Duc de Forgill/Broton (4 épisodes, 1975)
- Doctor Who : « Frontier in Space »  L'Empereur Draconien (6 épisodes, 1973)
- The Tomorrow People : (1 épisode, 1973)
- Doctor Who : « Spearhead from Space »  Hibbert (4 épisodes, 1970)
- The Six Wives of Henry VIII : Henry VII (1 épisode 1970)
- Chapeau melon et bottes de cuir (Avengers) : (1 épisode, 1966)